# Xenodon nattereri
Espèce
Synonymes
- Heterodon nattereri Steindachner, 1867
- Lystrophis nattereri (Steindachner, 1867)

Xenodon nattereri  est une espèce de serpents de la famille des Dipsadidae.

## Répartition
Cette espèce se rencontre :
- dans le sud du Brésil ;
- dans le nord-est de l'Uruguay ;
- au Paraguay ;
- dans le nord-est de l'Argentine dans les provinces du Chaco, de Corrientes et de Misiones.

## Étymologie
Cette espèce est nommée en l'honneur de Johann Natterer.

## Publication originale
- Steindachner, 1867 : Reise der österreichischen Fregatte Novara um die Erde in den Jahren 1857, 1858, 1859 unter den Befehlen des Commodore B. von Wüllerstorf-Urbair (1861) - Zoologischer Theil - Erste Band - Reptilien p. 1-98.